# Sankat Mochan Mahabali Hanumaan
Sankat Mochan Mahabali Hanumaan är en indisk dramaserie som sändes varje vecka i Indien mellan från 2015 till augusti 2017.  Den berättar historien om den indiske guden Hanuman, sett från Krishnas och Rukminis synvinkel.  

## Handling
Serien följer den indiske guden Hanumans liv och skildrar hans resa från barndomen fram till mötet med Rama, då han blir dennes hängivne lärjunge och hans utveckling som hjälte som beskrivs i det klassiska sanskriteposet Ramayana.
- Nirbhay Wadhwa som Hanuman / Vrishkapi[5]
- Gagan Malik som Vishnu / Rama / Krishna[6]
- Deblina Chatterjee som Lakshmi / Sita / Rukmini / Vedavati[7]
- Tushar Dalvi som Valmiki
- Reem Sheikh som Vandevi
- Sheena Bajaj Purohit som Naagin
- Ankur Verma / Arun Mandola som Lakshmana[8]
- Khyati Mangla som Urmila
- Shreshth Kumar / Nishant Kumar som Shatrughna
- Priyanka Shukla som Shrutakirti
- Vikram Sharma som Sugriva / Bhim[9]
- Amit Mehra som Shiva
- Priyanka Singh som Parvati / Navadurga / Adi Parashakti / Tara / Sati / Lalita
- Anju Jadhav som Saraswati
- Aishwarya Sharma / Nidhi Jha som Jambavati
- Sonal Parihar som Satyabhama
- Pooja Khatri som Kalindi
- Saina Kapoor som Mitravinda
- Aishwarya Raj Bhakuni som Kayadhu
- Bharat Chawda / Gagan Kang[a] som Kesari / Vibhishan
- Barkha Sengupta som Anjana
- Samragyi Nema som Kaushalya
- Alefia Kapadia / Reshmi Ghosh som Kaikeyi[11]
- Kanishka Soni som Sumitra[12]
- Kunal Bakshi som Yuddhajit
- Yogesh Mahajan som Dasharath
- Gajendra Chauhan som Arya Sumant
- Mukul Raj Singh som Angad
- Manoj Verma som Vishwamitra
- Tarakesh Chauhan som Prajapati Daksh / Durvasa

### Återkommande roller
- Lovekesh Solanki som Garuda Dev
- Ankit Bathla som Bharat
- Nishant Kumar som Shatrughna
- Saibal Sandhir som Dhanwantri Dev
- Vikas Grover som Devrishi Narad
- Vimarsh Roshan / Sandeep Rajora som Surya Dev[13]
- Manas Shah som Devraj Indra
- Preetika Chauhan som Shachi
- Manish Bishla som Vayu Dev
- Pankaj Motla som Arun Dev
- Ravi Kumar som Varun Dev
- Kaushik Chakravorty som Devguru Brihaspati
- Triyug Mantri som Kaal Dev/Yamraj
- Devendra Mishra som Shani Dev
- Sangam Rai som Nagraj punchfan
- Sunil Nagar som Brahmadev
- Ishant Bhanushali som Hanuman (ung)
- Arpit Gupta som Hanuman (spädbarn)
- Ankur Verma[14] som Lakshman
- Shrashti Maheshwari som Tara
- Arya Babbar / Saurav Gurjar[b] som Vali / Ravan
- Ram Awana som Kaalnemi
- Vishal Jethwa som Vali (ung)
- Bhadra Parekh som Sugriva (ung)
- Ayaan Zubair Rahmani som Prahlad[15]
- Ajay Kumar Nain som Hiranyakashipu
- KK Goswami som Atibala
- Meet Mukhi som Rama (ung)[16]
- Eklavya Ahir som Bharata (ung)
- Krish Chauhan som Lakshman (ung)
- Vansh Sayani som Shatrughna (ung)
- Aditya Rathore som Jitantak/Ganesha
- Sumit Kaul som Rakshas Chakrasura
- Vinit Kakar som Mahaparshva
- Arpit Ranka som Shatanand Ravan[17]
- Ketan Karande som Ahiravan
- Sharhaan Singh som Meghnath
- Tasha Kapoor som Mandodari
- Paridhi Sharma som Kaikesi
- Riyanka Chanda som Draupadi
- Naina Gupta som Maharani Kishkindha
- Neha Chowdhury som Apsara
- Vishal Patni som Nikumbha[18]
- Zubair Ali som Lavanasur
- Aishwarya Sharma som Jamwanthi

## Internationella sändningar
Sankatmochan Mahabali Hanuman har sänts på följande språk:
- På tamil med titeln Jai Hanuman på Sun TV från 5 juni 2016 till 7 mars 2020.
- På malayalam har sänts två dubbade versioner:
  - Mahaveera Hanumaan på Surya TV från 4 april 2016 till 2018.
  - Mahasakthiman Hanuman på Mazhavil Manorama från 10 december 2018 till 2019.
- På telugu med titeln Sri Anjaneyam på Gemini TV.
- På kannada med titeln Jai Bajarangi på Udaya TV från 21 september 2020 till 3 april 2021.
- I Thailand med titeln หนุมาน สงครามมหาเทพ, sänt på Channel 8 dubbat till thailändska.
- På marathi med titeln Mahabali Hanuman på Sony Marathi.
- På bengali med titeln Mahabali Hanuman på Sony AATH.
- På oriya med titeln Sankata Mochana Mahabali Hanuman på Tarang TV .
- På tamil med titeln Veera Anjaneya på Thanthi One.